# Boere
Boere is een Nederlandse familienaam die ook in veel mindere mate voor komt in België. 

## Voorkomen
- Nederland: 1.777 naamdragers (2007), vooral in het westen van het land en de grootste groep in gemeente Oudewater (104 mensen).
- België: 12 naamdragers (1998), 8 in provincie Limburg en 4 in provincie Antwerpen.

## Bekende naamdragers
- Heinrich Boere (1921), Nederlands SS'er
- Remco Boere (1961), Nederlands voetballer
- Jeroen Boere (1967-2007), Nederlands voetballer
- Tom Boere (1992), Nederlands voetballer